# جون كوشران
جون كوشران (بالإنجليزية: John Cochran)‏ هو كاتب أمريكي، ولد في 17 يناير 1987 في واشنطن العاصمة في الولايات المتحدة.

## وصلات خارجية
- جون كوشران على موقع IMDb (الإنجليزية)